# 北野勇作
北野 勇作（きたの ゆうさく、1962年3月22日 -）は、日本の小説家、SF作家、落語作家。劇団「虚航船団パラメトリックオーケストラ」所属の役者でもある。兵庫県高砂市曽根町生まれ。大阪市生野区在住。血液型はB型。

## 人物
1980年に甲南大学理学部応用物理学科入学、在籍中は落語研究会に所属していた。卒業後は神戸市に移住し、会社勤務の傍らSF短編や創作落語の台本などを執筆する。
『S-Fマガジン』誌や、『SFアドベンチャー』誌の「森下一仁のショートノベル塾」などへの投稿を経る。1990年、『Dancing Electric Bear』が第16回ハヤカワ・SFコンテスト参考作。
1992年に『昔、火星のあった場所』で第4回日本ファンタジーノベル大賞優秀賞を受賞し、作家デビュー。同年、落語台本「天動説」で第1回桂雀三郎新作落語〈やぐら杯〉最優秀賞受賞。2001年、『かめくん』で第22回日本SF大賞を受賞。
妻の森川弘子はイラストレーター・漫画家で、『年収150万円一家』など節約をテーマにしたコミックエッセイを執筆している。
日本SF作家クラブ会員だったが、2023年4月現在は、会員名簿に名前がない。

## 作風
動物をテーマとし、動物が登場人物の1人として人間のようにしゃべったり振舞ったりする作品が多い。

## 作品

### 小説

#### 単行本
- 昔、火星のあった場所（1992年12月 新潮社 / 2001年5月 徳間デュアル文庫）
- クラゲの海に浮かぶ舟（1994年12月 角川書店 / 2001年9月 徳間デュアル文庫）
- かめくん（2001年1月 徳間デュアル文庫 / 2012年8月 河出文庫）
- ザリガニマン（2001年10月 徳間デュアル文庫）
- どーなつ（2002年4月 早川書房 / 2005年7月 ハヤカワ文庫JA）
- イカ星人（2002年8月 徳間デュアル文庫）
- ハグルマ（2003年3月 角川ホラー文庫）
- 北野勇作どうぶつ図鑑（2003年4月 – 6月 ハヤカワ文庫JA 全6巻）
  - 北野勇作どうぶつ図鑑〈その１〉かめ（2003年4月）
    - 収録作品：カメ天国の話 / カメリ第一話 カメリ、リボンをもらう / かめさん / 生き物カレンダー 一月～四月 / ふろく かめの折り方

  - 北野勇作どうぶつ図鑑〈その２〉とんぼ（2003年4月）
    - 収録作品：新しいキカイ / トンボの眼鏡 / 西瓜の国の戦争 / ふろく とんぼの折り方

  - 北野勇作どうぶつ図鑑〈その３〉かえる（2003年5月）
    - 収録作品：螺旋階段 / 楽屋で語られた四つの話 / 怖いは狐 / カメリ第二話 カメリ、行列のできるケーキ屋に並ぶ / 生き物カレンダー 五月～八月 / ふろく かえるの折り方

  - 北野勇作どうぶつ図鑑〈その４〉ねこ（2003年5月）
    - 収録作品：手のひらの東京タワー / 蛇を飼う / シズカの海 / ふろく ねこの折り方

  - 北野勇作どうぶつ図鑑〈その５〉ざりがに（2003年6月）
    - 収録作品：押し入れのヒト / ヒトデナシの海 / ペットを飼うヒト / 生き物カレンダー 九月～十二月

  - 北野勇作どうぶつ図鑑〈その６〉いもり（2003年6月）
    - 収録作品：曖昧な旅 / イモリの歯車 / カメリ第三話 カメリ、ハワイ旅行を当てる
- 人面町四丁目（2004年7月 角川ホラー文庫）
- 空獏（2005年8月 早川書房）
- 恐怖記録器（2007年3月 角川ホラー文庫）
- ウニバーサル・スタジオ（2007年8月 ハヤカワ文庫JA）
- レイコちゃんと蒲鉾工場（2008年7月 光文社文庫）
- メイド・ロード・リロード（2010年4月 メディアワークス文庫）
- 恐怖（2010年6月 角川ホラー文庫） - 同名映画のノベライズ作品。
- どろんころんど（2010年8月 福音館書店）
- かめ探偵K（2011年5月 メディアワークス文庫）
- きつねのつき（2011年8月 河出書房新社 / 2014年6月 河出文庫）
- ヒトデの星（2013年1月 河出書房新社）
- かめくんのこと（2013年7月 岩崎書店 21世紀空想科学小説）
- 社員たち（2013年10月 河出書房新社 NOVAコレクション）
  - 収録作品：社員たち / 大卒ポンプ / 妻の誕生 / 肉食 / 味噌樽の中のカブト虫 / 家族の肖像 / みんなの会社 / お誕生会 / 社員食堂の恐怖 / 社内肝試し大会に関するメモ / 南の島のハッピーエンド / 社員の星
- 水から水まで（2017年11月 惑星と口笛ブックス シングルカットシリーズ） - 電子書籍
- カメリ（2016年6月 河出文庫）
- 大怪獣記（2017年4月 創土社 クトゥルー・ミュトス・ファイルズ）
- その先には何が!? じわじわ気になる（ほぼ）100字の小説（2018年8月 キノブックス）
- 温泉と城壁（2018年10月 惑星と口笛ブックス） - 電子書籍
  - 収録作品：路面電車で行く王宮と温泉の旅一泊二日 / 壁の中の街
- その正体は何だ!? じわじわ気になる（ほぼ）100字の小説（2018年12月 キノブックス）
- ねこたま（2018年12月 惑星と口笛ブックス） - 電子書籍
  - 収録作品：タマモン / 船と猫と宿と星
- ななつの娘と夜の旅（2019年2月 - 2020年2月 惑星と口笛ブックス） - 電子書籍
  - ななつの娘と夜の旅 月の巻（2019年2月）
  - ななつの娘と夜の旅 水の巻（2019年4月）
  - ななつの娘と夜の旅 石の巻（2020年2月）
- この世界は何だ!? じわじわ気になる（ほぼ）100字の小説（2019年3月 キノブックス）
- 雨の国、夜の国（2019年7月 惑星と口笛ブックス） - 電子書籍
  - 収録作品：雨の国で / 騒がしい夜
- 100文字SF（2020年6月 ハヤカワ文庫JA）
- ありふれた金庫 シリーズ百字劇場（2023年3月 ネコノス文庫）
- 納戸のスナイパー シリーズ百字劇場（2023年4月 ネコノス文庫）
- ねこラジオ シリーズ百字劇場（2023年5月 ネコノス文庫）
- かめたいむ シリーズ百字劇場（2024年8月 ネコノス文庫）
- 交差点の天使 シリーズ百字劇場（2024年8月 ネコノス文庫）

#### 短編・ショートショート
| タイトル                                          | 掲載媒体 |
| ------------------------------------------------- | --- |
| 職人                                              | 1983年、早川書房『S-Fマガジン』5月号に掲載。「リーダーズ・ストーリイ」入選作。                                                                                                |
| 温かい夜の柔らかい蛹                              | 1987年、徳間書店『SFアドベンチャー』8月号に掲載。 |
| 北見原発電所第四号炉の暴走                        | 1987年、徳間書店『SFアドベンチャー』9月号に掲載。 |
| あやとりすとKの告白                               | 1988年、徳間書店『SFアドベンチャー』1月号に掲載。 |
| 手のひらの東京タワー                              | 1994年、早川書房『S-Fマガジン』2月号に掲載。 2003年、早川文庫『北野勇作どうぶつ図鑑〈その4〉ねこ』に収録。ISBN 4-15-030719-9                                                  |
| インテリジェント・コンビニエンス                  | 1994年、角川書店『小説王』2月号に掲載。 |
| 昔の実験                                          | 1994年、角川書店『小説王』4月号に掲載。 |
| 押し入れのヒト                                    | 1994年、早川書房『S-Fマガジン』8月号に掲載。 2003年、早川文庫『北野勇作どうぶつ図鑑〈その5〉ざりがに』に収録。ISBN 4-15-030724-5                                              |
| ホテルさくらのみや                                | 1994年、徳間書店『日本SFの大逆襲!』に収録。ISBN 4-19-860197-6 |
| 西瓜の国の戦争（原題西瓜頭の戦争）                | 1994年、角川書店『小説王』12月号に掲載。 2003年、早川文庫『北野勇作どうぶつ図鑑〈その2〉とんぼ』に収録。ISBN 4-15-030717-2                                                    |
| ヒトデナシの海                                    | 1995年、早川書房『S-Fマガジン』3月号に掲載。 2003年、早川文庫『北野勇作どうぶつ図鑑〈その5〉ざりがに』に収録。ISBN 4-15-030724-5                                              |
| カメ天国の話                                      | 1995年、早川書房『S-Fマガジン』5月号に掲載。 2003年、早川文庫『北野勇作どうぶつ図鑑〈その1〉かめ』に収録。ISBN 4-15-030716-4                                                  |
| ペットを飼うヒト                                  | 1996年、早川書房『S-Fマガジン』6月号に掲載。 2003年、早川文庫『北野勇作どうぶつ図鑑〈その5〉ざりがに』に収録。ISBN 4-15-030724-5                                              |
| 新しいキカイ                                      | 1997年、早川書房『S-Fマガジン』3月号に掲載。 2003年、早川文庫『北野勇作どうぶつ図鑑〈その2〉とんぼ』に収録。ISBN 4-15-030717-2                                                |
| 虫歯治療                                          | 1998年、早川書房『S-Fマガジン』7月号に掲載。 |
| 肉食                                              | 1998年、広済堂文庫『異形コレクション6 屍者の行進』に収録。ISBN 4-331-60684-8                                                                                                  |
| シズカの海                                        | 1998年、広済堂文庫『異形コレクション8 月の物語』に収録。ISBN 4-331-60716-X 2003年、早川文庫『北野勇作どうぶつ図鑑〈その4〉ねこ』に再録。ISBN 4-15-030719-9                    |
| 螺旋階段                                          | 1999年、広済堂文庫『異形コレクション9 グランドホテル』に収録。ISBN 4-331-60734-8 2003年、早川文庫『北野勇作どうぶつ図鑑〈その3〉かえる』に再録。ISBN 4-15-030718-0            |
| 楽屋で語られた四つの話                            | 1999年、広済堂文庫『異形コレクション13 俳優』に収録。ISBN 4-331-60785-2 2003年、早川文庫『北野勇作どうぶつ図鑑〈その3〉かえる』に再収録。ISBN 4-15-030718-0                   |
| 蛇を飼う                                          | 1999年、早川書房『S-Fマガジン』12月号に掲載。 2003年、早川文庫『北野勇作どうぶつ図鑑〈その4〉ねこ』に収録。ISBN 4-15-030719-9                                                 |
| 曖昧な旅                                          | 2000年、早川書房『S-Fマガジン』6月号に掲載。 2003年、早川文庫『北野勇作どうぶつ図鑑〈その6〉いもり』に収録。ISBN 4-15-030725-3                                                |
| よくある話                                        | 2000年、早川書房『S-Fマガジン』12月号に掲載。 |
| 蛇腹と電気のダンス                                | 2001年、メディアファクトリー『SFバカ本人類復活篇』に収録。ISBN 4-8401-0322-4 2007年、小学館文庫『笑止 SFバカ本シュール集』に再録。ISBN 978-4-09-408178-7                      |
| 雨の国で                                          | 2001年、早川書房『S-Fマガジン』5月号に掲載。 |
| 夜走曲                                            | 2001年、ウェブ・マガジン『Anima Solaris』第016号に掲載 |
| イモリの歯車                                      | 2002年、早川書房『S-Fマガジン』4月号に掲載。 2003年、早川文庫『北野勇作どうぶつ図鑑〈その6〉いもり』に収録。ISBN 4-15-030725-3                                                |
| かめさん                                          | 2002年、徳間書店『SF JAPAN』Vol.04 2002年春季号に掲載。 2003年、早川文庫『北野勇作どうぶつ図鑑〈その1〉かめ』に収録。ISBN 4-15-030716-4                                       |
| 怖いは狐                                          | 2002年、光文社文庫『恐怖症 異形コレクション』に収録。ISBN 4-334-73324-7 2003年、早川文庫『北野勇作どうぶつ図鑑〈その3〉かえる』に再録。ISBN 4-15-030718-0                     |
| 壁のなかの街                                      | 2002年、光文社『小説宝石』7月号に掲載。 |
| 観音モナカ                                        | 2002年、徳間書店『SF JAPAN』Vol.05 2002年夏季号に掲載。 |
| カメリ、リボンをもらう（カメリ第1話）             | 2003年、早川文庫『北野勇作どうぶつ図鑑〈その1〉かめ』に収録。ISBN 4-15-030716-4                                                                                               |
| トンボの眼鏡                                      | 2003年、早川文庫『北野勇作どうぶつ図鑑〈その2〉とんぼ』に収録。ISBN 4-15-030717-2                                                                                             |
| カメリ、行列のできるケーキ屋に並ぶ（カメリ第2話） | 2003年、早川文庫『北野勇作どうぶつ図鑑〈その3〉かえる』に収録。ISBN 4-15-030718-0                                                                                             |
| カメリ、ハワイ旅行を当てる（カメリ第3話）         | 2003年、早川文庫『北野勇作どうぶつ図鑑〈その6〉いもり』に収録。ISBN 4-15-030725-3                                                                                             |
| あの穴                                            | 2003年、講談社『小説現代』9月号に掲載。 2004年、講談社『eRotica（エロチカ）』に収録。ISBN 4-06-212289-8                                                                       |
| 蛹の夜                                            | 2003年、集英社『小説すばる』11月号に掲載。 |
| カメリ、エスカルゴを作る（カメリ第4話）           | 2004年、早川書房『S-Fマガジン』3月号に掲載。 |
| カメリ、テレビに出る（カメリ第5話）               | 2006年、早川書房『S-Fマガジン』4月号に掲載。 |
| 寄席の怪談                                        | 2007年、講談社『ハナシをノベル!! 花見の巻』に収録。ISBN 978-4-06-214396-7 |
| 白昼                                              | 2007年、光文社文庫『ひとにぎりの異形』に収録。ISBN 978-4-334-74355-0 |
| カメリ、子守りをする（カメリ第6話）               | 2008年、早川書房『S-Fマガジン』12月号に掲載。 |
| 抜け穴の噺                                        | 2009年、早川書房『S-Fマガジン』5月増刊号に掲載。 |
| はじめての駅で                                    | 2009年、WEBアンソロジーはじめて降りた駅に掲載。 |
| 観覧車                                            | 2009年、WEBアンソロジーはじめて降りた駅に掲載。 |
| 社員たち                                          | 2009年、河出文庫『NOVA 1 書き下ろし日本SFコレクション』に掲載。ISBN 978-4309409948                                                                                            |
| 第二箱船荘の悲劇                                  | 2009年、光文社文庫『喜劇綺劇 異形コレクション』に収録。ISBN 978-4334746988 2010年、創元SF文庫『逃げゆく物語の話 ゼロ年代日本SFベスト集成〈F〉』に収録。ISBN 978-4-488-73802-0 |
| 路面電車で行く王宮と温泉の旅一泊二日              | 2010年、早川書房『S-Fマガジン』2月号に掲載。 |
| カメリ、掘り出し物を探す                          | 2010年、早川書房『S-Fマガジン』7月号に掲載。 |
| 社員食堂の恐怖                                    | 2011年、河出文庫『NOVA 4 書き下ろし日本SFコレクション』に掲載。ISBN 978-4-309-41077-7                                                                                         |
| 役                                                | 2011年、Project allez！『月刊アレ！』10月号に掲載。 |
| とんがりとその周辺                                | 2011年、河出文庫『NOVA 6 書き下ろし日本SFコレクション』に掲載。ISBN 978-4-309-41113-2                                                                                         |
| 天国                                              | 2011年、光文社文庫『物語のルミナリエ 異形コレクション』に収録。ISBN 978-4-334-76344-2                                                                                         |
| 五丁目の穴ぼこ                                    | 2011年、イースト・プレス『マトグロッソ』に掲載。 |
| カメリ、山があるから登る                          | 2012年、早川書房『S-Fマガジン』1月号に掲載。 |
| 虚象                                              | 2012年、Project allez!『月刊アレ!』1月号に掲載。 |
| 社内肝試し大会に関するメモ                        | 2012年、河出文庫『NOVA 7 書き下ろし日本SFコレクション』に掲載。ISBN 978-4-309-41136-1                                                                                         |
| 大卒ポンプ                                        | 2012年、河出文庫『NOVA 8 書き下ろし日本SFコレクション』に掲載。ISBN 978-4-309-41162-0                                                                                         |

#### 連載ショートショート
| 連載タイトル       | サブタイトル       | 掲載媒体 | 掲載媒体                                                              |
| ------------------ | ------------------ | --- | --------------------------------------------------------------------- |
| 生き物カレンダー   | 桜に亀             | 産経新聞関西版夕刊 1997年4月25日付                                                                                                 | 『北野勇作どうぶつ図鑑』 1,3,5巻                                      |
| 生き物カレンダー   | 鯉のぼり           | 産経新聞関西版夕刊 1997年5月23日付                                                                                                 | 『北野勇作どうぶつ図鑑』 1,3,5巻                                      |
| 生き物カレンダー   | カエル通信システム | 産経新聞関西版夕刊 1997年6月27日付                                                                                                 | 『北野勇作どうぶつ図鑑』 1,3,5巻                                      |
| 生き物カレンダー   | 蝉時雨             | 産経新聞関西版夕刊 1997年7月25日付                                                                                                 | 『北野勇作どうぶつ図鑑』 1,3,5巻                                      |
| 生き物カレンダー   | クラゲの夏         | 産経新聞関西版夕刊 1997年8月22日付                                                                                                 | 『北野勇作どうぶつ図鑑』 1,3,5巻                                      |
| 生き物カレンダー   | ラッパ犬の話       | 産経新聞関西版夕刊 1997年9月26日付                                                                                                 | 『北野勇作どうぶつ図鑑』 1,3,5巻                                      |
| 生き物カレンダー   | ザリガニさま       | 産経新聞関西版夕刊 1997年10月24日付                                                                                                | 『北野勇作どうぶつ図鑑』 1,3,5巻                                      |
| 生き物カレンダー   | 豆狸祭             | 産経新聞関西版夕刊 1997年11月28日付                                                                                                | 『北野勇作どうぶつ図鑑』 1,3,5巻                                      |
| 生き物カレンダー   | 卵の記憶           | 産経新聞関西版夕刊 1997年12月26日付                                                                                                | 『北野勇作どうぶつ図鑑』 1,3,5巻                                      |
| 生き物カレンダー   | お猿電車           | 産経新聞関西版夕刊 1998年1月26日付 再録：『自選ショート・ミステリー 2』ISBN 4-06-273253-X                                          | 『北野勇作どうぶつ図鑑』 1,3,5巻                                      |
| 生き物カレンダー   | 蛍雪               | 産経新聞関西版夕刊 1998年2月27日付                                                                                                 | 『北野勇作どうぶつ図鑑』 1,3,5巻                                      |
| 生き物カレンダー   | 蟻の行列           | 産経新聞関西版夕刊 1998年3月27日付 再録：『贈る物語 Wonder』ISBN 4-334-92377-1 再録：『贈る物語 Wonder』（文庫）ISBN 4-334-74157-6 | 『北野勇作どうぶつ図鑑』 1,3,5巻                                      |
| 大阪夢現地図       | -                  | 1998年、大阪市都市工学情報センター『大阪人』1月号～12月号に全12回連載                                                              | 1998年、大阪市都市工学情報センター『大阪人』1月号～12月号に全12回連載 |
| ?                  | -                  | 毎日中学生新聞、2003年4月～9月、週一連載                                                                                           | 毎日中学生新聞、2003年4月～9月、週一連載                              |
| 夢みる旅を旅する夢 | -                  | 2005年、『週刊アスキー』04/5号～07/12日号に全12回連載                                                                              | 2005年、『週刊アスキー』04/5号～07/12日号に全12回連載                 |

### 原作・脚本など
| 役職                    | タイトル                                     | 媒体種類             | 発表年                  | 媒体等                                              | 共作者                           |
| ----------------------- | -------------------------------------------- | -------------------- | ----------------------- | --------------------------------------------------- | -------------------------------- |
| 脚本                    | 昔、火星のあった場所                         | ラジオドラマ         | 1994年放送 1998年再放送 | NHK-FM『青春アドベンチャー』                        |                                  |
| 脚本                    | 勤務時間内戦争                               | ラジオドラマ         | 1995年放送              | NHK-FM『FMシアター』                                |                                  |
| 脚本 声優（製品役）     | 日常生活の冒険                               | ラジオドラマ         | 1997年放送 2003年再放送 | NHK-FM『青春アドベンチャー』                        |                                  |
| 脚本 声優（ロボット役） | 路地裏のエイリアン                           | ラジオドラマ         | 1998年放送              | NHK-FM『青春アドベンチャー』                        |                                  |
| 出演（アニメおたく役）  | 燃えよピンポン LEGEND OF Blood Sweat & Tears | 映画                 | 1999年                  | 配給・IndEx/Office                                  |                                  |
| 原案（共同）            | あしたはきっと…                              | 映画                 | 2000年 2001年           | 配給・東映 ゆうばり国際ファンタスティック映画祭出品 | 原案：北野勇作・三原光尋         |
| 出演（殺人犯役）        | 絵里に首ったけ                               | 映画                 | 2000年                  | 配給・シネロケット                                  |                                  |
| 脚本                    | 弁天座版・浦島太郎                           | ラジオドラマ         | 2001年放送              | MBSラジオ『ドラマの風』                             |                                  |
| 文章                    | お誕生会                                     | イラスト・ストーリー | 2002年2月号掲載         | S-Fマガジン                                         | 画：藤原ヨウコウ                 |
| 原作                    | THE かめくん                                 | 漫画                 | 2002年春季号掲載        | SF JAPAN                                            | 画：前田真宏                     |
| 脚本                    | ふぶきのなつやすみ                           | アニメ               | 2021年配信              | Webアニメ『POKÉTOON』                               | 監督：平岡政展、総監督：山下清悟 |

### 創作落語
| 題名               | 講演                                          |
| ------------------ | --------------------------------------------- |
| 天動説             | 落語再生公開堂「ハナシをノベル」第2回         |
| 寄席の怪談         | 落語再生公開堂「ハナシをノベル」第2回, 第27回 |
| カエル通信システム | 落語再生公開堂「ハナシをノベル」第8回         |
| みんなの会社       | 落語再生公開堂「ハナシをノベル」第9回         |
| グルメ研究会の陰謀 | 落語再生公開堂「ハナシをノベル」第13回        |
| 浦島さんのゲーム   | 落語再生公開堂「ハナシをノベル」第15回        |
| 地獄八百景         | 落語再生公開堂「ハナシをノベル」第19回        |
| 天職               | 落語再生公開堂「ハナシをノベル」第25回        |